# エミリオ・ペイシェ
エミリオ・マヌエル・デルガド・ペイシェ（ポルトガル語: Emílio Manuel Delgado Peixe、1973年1月16日 - ）は、ポルトガルの元サッカー選手、現サッカー指導者。元アトランタオリンピックポルトガル代表主将、元ポルトガルA代表。選手時代のポジションはMF。
ポルトガル黄金世代の一人として年代別代表の常連選手であった他、トレス・グランデス全てに在籍した選手である。

## クラブ歴
スポルティング・クルーベ・デ・ポルトゥガルの下部組織出身で、同じ下部組織出身のルイス・フィーゴが選手初出場を記録した少し後に選手初出場を記録した。
1995年にトニ監督とともにセビージャFCに移籍するが、次の冬にはスポルティングCPに復帰した。しかしスポルティングCPに復帰した頃にはセビージャ移籍前のパフォーマンスが既に出せなくなっていた。
1997年にFCポルトに移籍し5シーズンを過ごした。
2002年にFCアルヴェルカに6ヶ月の期限付き移籍。
同年夏にSLベンフィカに完全移籍。翌年にUDレイリアに期限付き移籍し、選手を引退した。

## 代表歴
1991年夏に1991 FIFAワールドユース選手権に出場、ゴールデンボールを獲得する大活躍を見せポルトガルを優勝に導いた。
1991年10月12日、ルクセンブルク代表との親善試合で弱冠18歳ながらポルトガルA代表にデビューし、20歳までに12キャップを数えたが、それ以降A代表の出場はなかった。
しかし、1996年にアトランタオリンピックのメンバーに選出された。

## 監督歴
2008年にポルトガルU-16代表の監督に就任したのを切っ掛けに、ポルトガルのアンダー年代の監督やアシスタントコーチとして働いている。